# Hällefors

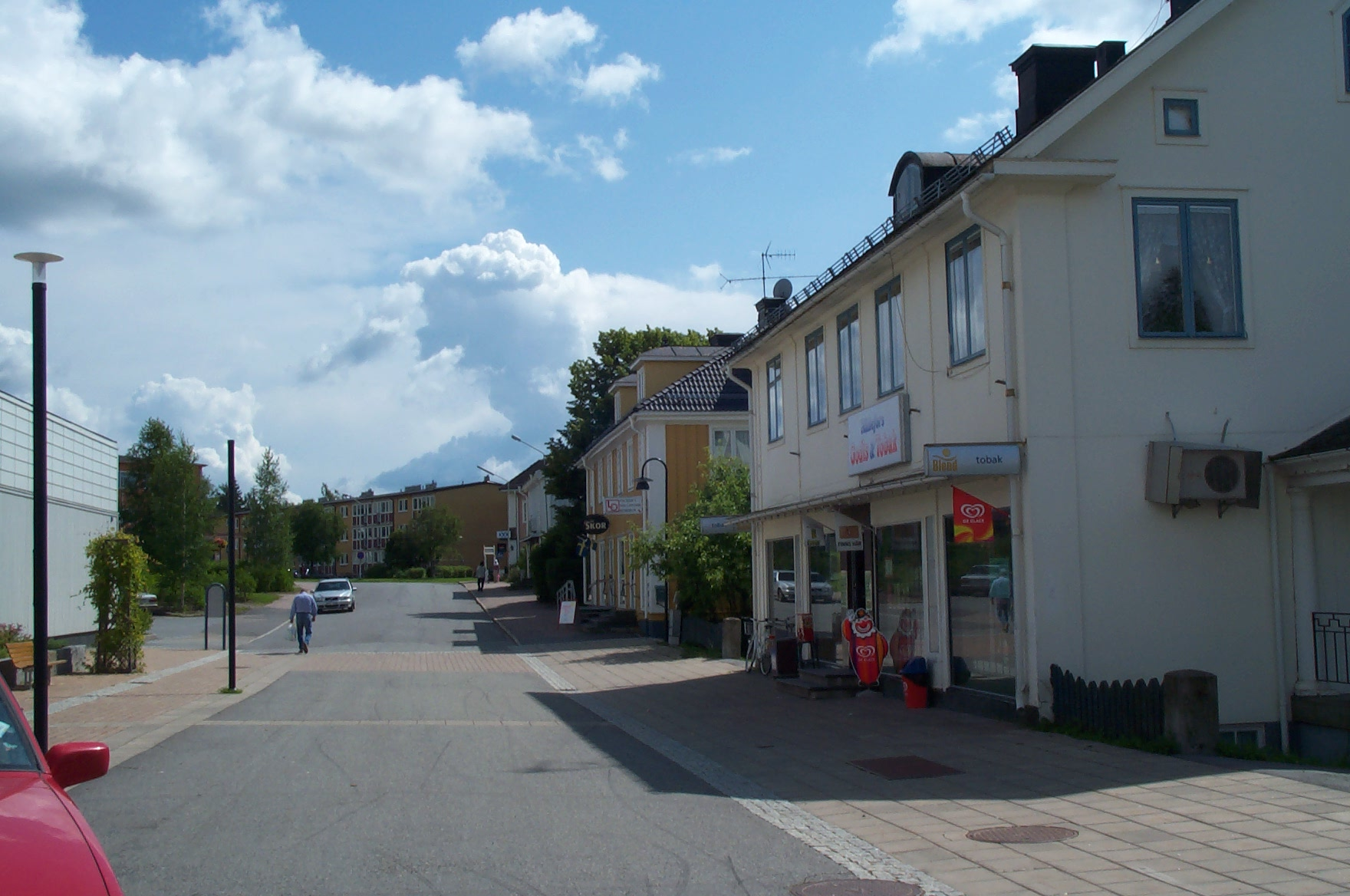
Schillingvägen, vy mot Bergslagsvägen, i centrala Hällefors

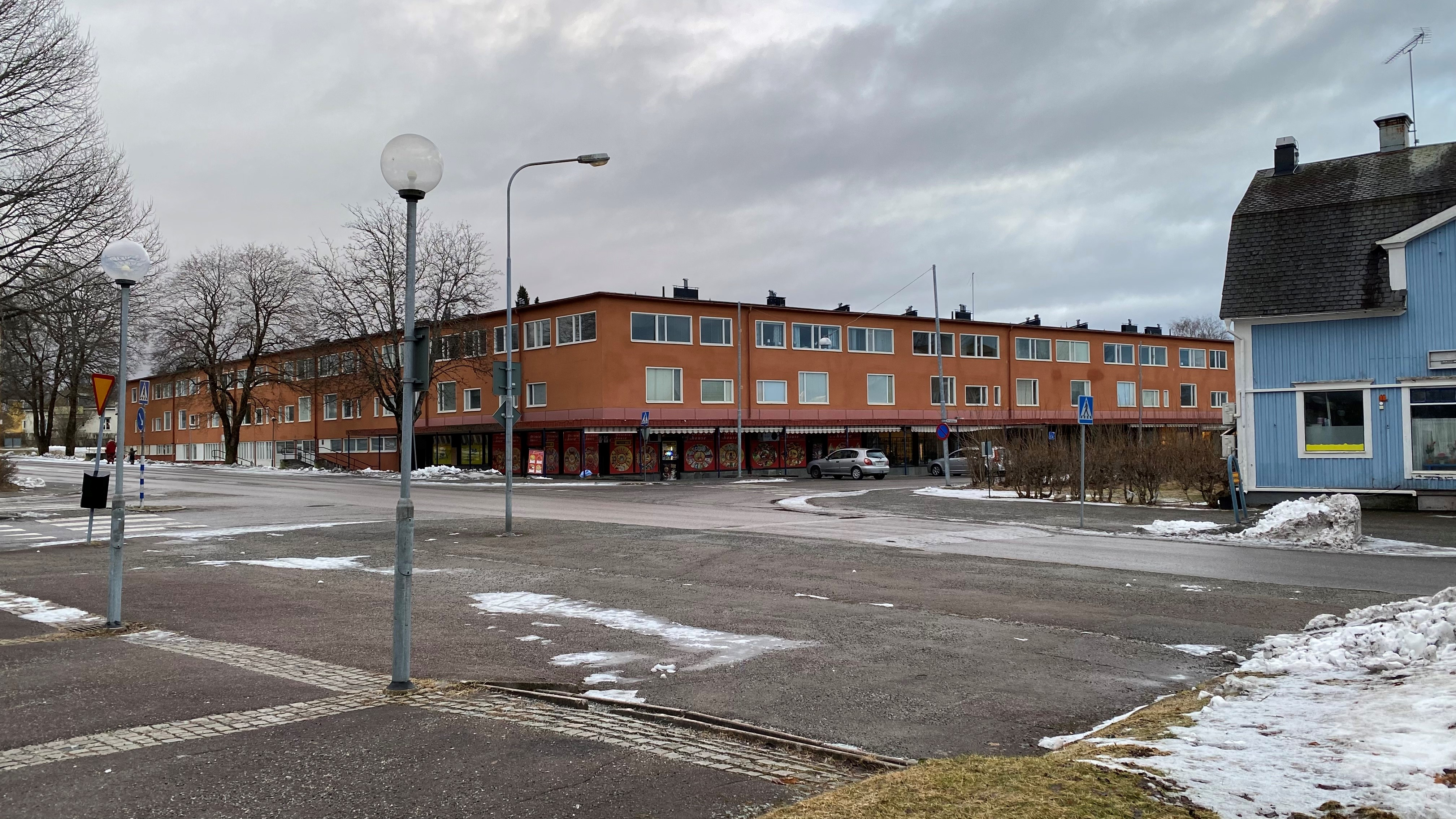
Sikforsvägen, vy mot Kv. Trasten, i övre-centrala Hällefors

Hällefors är en tätort och centralort i Hällefors kommun i Örebro län. 

## Historik

### Administrativa tillhörigheter
Hällefors var och är kyrkby i Hällefors socken där Hällefors landskommun inrättades vid kommunreformen 1862. Landskommunen ombildades 1950 till Hällefors köping där Hällefors bebyggelse bara omfattade en mindre del av köpingskommunens yta. 1971 uppgick köpingen i Hällefors kommun med Hällefors som centralort.
I kyrkligt hänseende har Hällefors alltid hört till Hällefors församling.
Judiciellt har orten ingått i samma tingslag och tingsrätter som Hällefors socken.

### Befolkningsutveckling
| Befolkningsutvecklingen i Hällefors 1950–2020 | Befolkningsutvecklingen i Hällefors 1950–2020 | Befolkningsutvecklingen i Hällefors 1950–2020 | Befolkningsutvecklingen i Hällefors 1950–2020 | Befolkningsutvecklingen i Hällefors 1950–2020 |
| --------------------------------------------- | --------------------------------------------- | --------------------------------------------- | --------------------------------------------- | --------------------------------------------- |
|                                               |                                               |                                               |                                               |                                               |
| År                                            |                                               |                                               | Folkmängd                                     | Areal (ha)                                    |
| 1950                                          | 1950                                          |                                               | 4 293                                         |                                               |
| 1960                                          | 1960                                          |                                               | 6 334                                         |                                               |
| 1965                                          | 1965                                          |                                               | 7 641                                         |                                               |
| 1970                                          | 1970                                          |                                               | 7 953                                         |                                               |
| 1975                                          | 1975                                          |                                               | 7 862                                         |                                               |
| 1980                                          | 1980                                          |                                               | 7 491                                         |                                               |
| 1990                                          | 1990                                          |                                               | 6 278                                         | 624                                           |
| 1995                                          | 1995                                          |                                               | 5 654                                         | 636                                           |
| 2000                                          | 2000                                          |                                               | 5 128                                         | 636                                           |
| 2005                                          | 2005                                          |                                               | 4 797                                         | 636                                           |
| 2010                                          | 2010                                          |                                               | 4 530                                         | 633                                           |
| 2015                                          | 2015                                          |                                               | 4 449                                         | 534                                           |
| 2020                                          | 2020                                          |                                               | 4 459                                         | 520                                           |
|                                               |                                               |                                               |                                               |                                               |

## Samhället
I Hällefors ligger Hällefors kyrka, Pihlskolans gymnasium och Krokbornsparken samt bostadsområdena Mästarnas Park, Polstjärnan och Millesparken. Varje bostadsområde har egen skulpturpark. Även det nu nedlagda Formens hus återfinns i Hällefors.
Hällefors har en folkhögskola, Hällefors folkhögskola, som leder kurser i bland annat formgivning, smyckekonst, teater, scenografi och kultur. 
I utkanten av Hällefors ligger Sveriges äldsta folkpark, Krokbornsparken, idag ett byggnadsminne.
I Hällefors finns även HundCampus som bland annat ingår i Stiftelsen CancerSökHund (SCSH) tillsammans med Karolinska institutet och Gävle sjukhus.  På HundCampus utbildas hundar och förare inom olika områden där hundarnas luktsinne kan användas samtidigt som man forskar kring hundens luktsinne

## Kommunikationer
Orten ligger vid Bergslagsbanan med persontrafik till Borlänge och Kristinehamn, samt vid riksväg 63.

## Näringsliv
Hellefors Bryggeri, sedan april 2008 ägt av Spendrups bryggeri, är beläget mellan Hällefors och Grythyttan i bebyggelsen Hammarn. Stålkoncernen Ovako har anläggningar i Hällefors liksom Stora Enso som har en stor virkesterminal för omlastning av virke från lastbil till tåg. Ungefär 11 km nordväst om orten ligger Hällefors flygfält.

### Banker
Värmlands enskilda bank etablerade runt år 1920 ett kontor i Hällefors, som dock bara varade i några år. År 1938 öppnade Skandinaviska banken ett kontor i Hällefors. SEB lade ner kontoret år 2000. Även Örebro sparbank etablerade ett kontor i Hällefors. Denna bank uppgick senare i Swedbank, som alltjämt finns kvar på orten.

## Personer från Hällefors
- Torbjörn Länk, konstnär, uppvuxen i Hällefors[15]
- Ulrica Messing, tidigare statsråd, uppvuxen i Hällefors[15]
- Torgny Mogren, skidåkare, uppvuxen i Hällefors[15]
- Jonas Wenström, ingenjör, uppvuxen i Hällefors[15]

## Se även

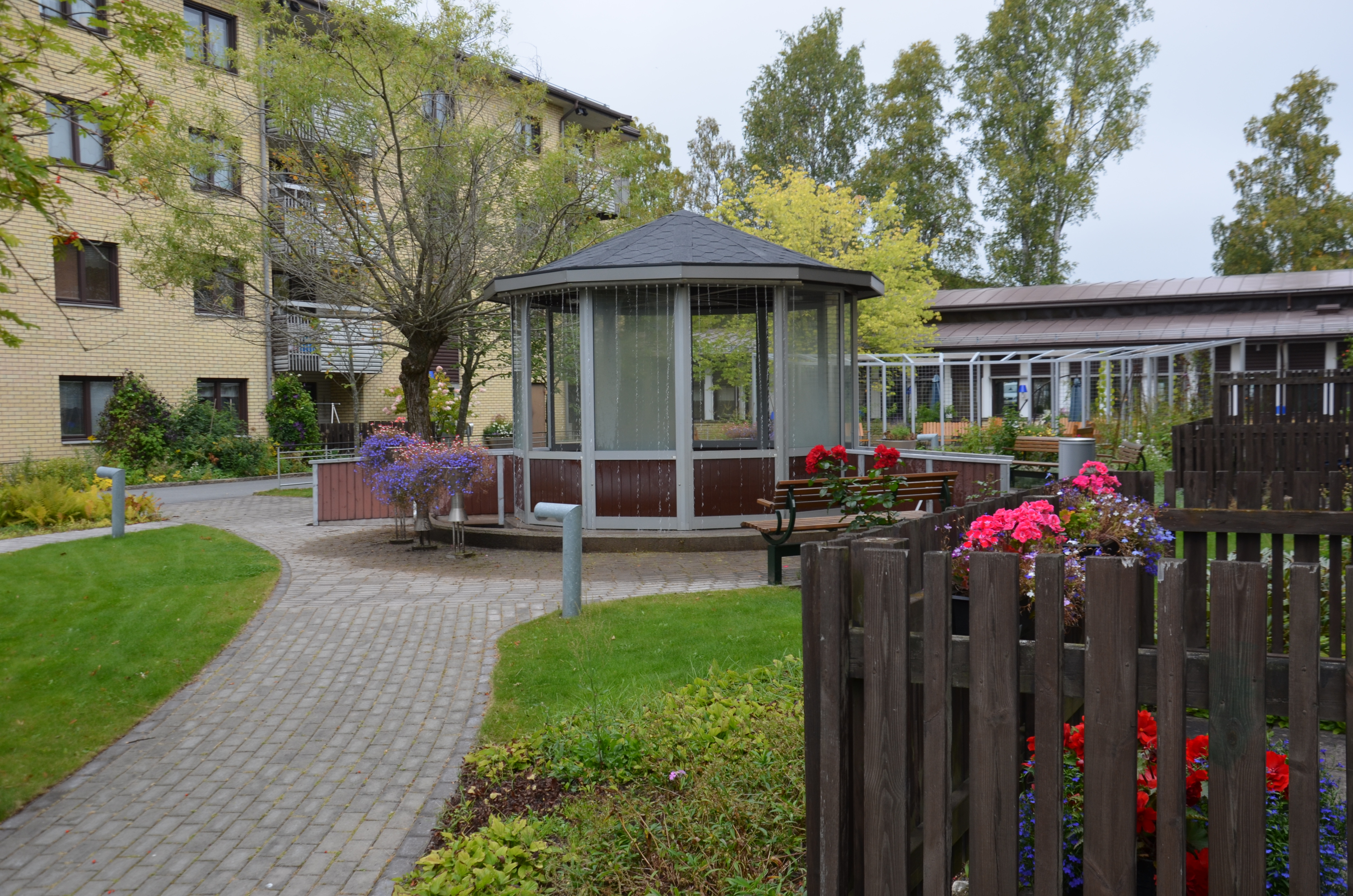
Sinnenas och Minnenas Park